# 莫贝克
莫贝克（法語：Maubec，法語發音：[mobɛk]）是法国普罗旺斯-阿尔卑斯-蓝色海岸大区沃克吕兹省的一个市镇，属于阿普特区。

## 地理
莫贝克（43°50'38"N, 5°8'22"E）面积9.13 平方千米，位于法国普罗旺斯-阿尔卑斯-蓝色海岸大区沃克吕兹省，该省份为法国东南部内陆省份，北起德龙省，西北接阿尔代什省，西接加尔省，南至罗讷河口省，东南角与瓦尔省接壤，东临上普罗旺斯阿尔卑斯省。
与莫贝克接壤的市镇（或旧市镇、城区）包括：卡布里耶尔-达维尼翁、舍瓦勒布朗、奥佩德、罗比永。

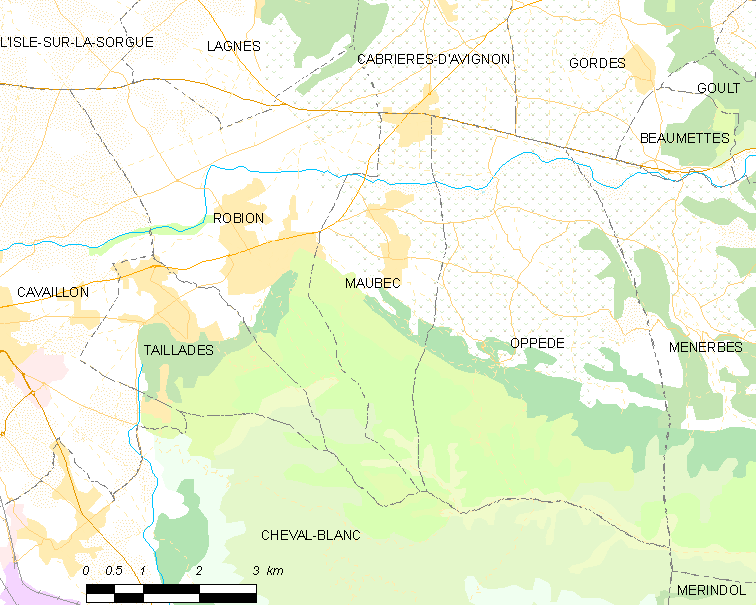
莫贝克的OSM定位图

莫贝克的时区为UTC+01:00、UTC+02:00（夏令时）。

## 行政
莫贝克的邮政编码为84660，INSEE市镇编码为84071。

## 政治
莫贝克所属的省级选区为舍瓦勒布朗县。

## 人口

1962-2008年间莫贝克人口变化图示

莫贝克于2022年1月1日时的人口数量为1915人。